# 시에라 대 모턴 사건
시에라 대 모턴 사건(405 U.S. 727 (1972))은 유명 미국 연방 대법원 판례로 환경소송에서 당사자적격을 다룬 사건이다. 원고 시에라 클럽은 미국의 유명 환경단체이다.

## 사건 개요
미국 산림청이 월트 디즈니사가 모텔, 레스토랑을 포함하여 약 3,400만 달러에 달하는 위락시설을 건설할 수 있도록 캘리포니아주 시에라네바다산맥 안 세쿼이아 국립공원의 미네랄 킹(Mineral King)지역의 개발 허가를 내주면서 시작되었다. 원고 시에라 클럽은 환경단체로 이 계획이 지역의 생태계를 파괴할 것이라고 주장하면서 법원에 금지명령을 요구하는 소를 제기하였다. 사안에서 시에라 클럽이 청구할 수 있는 당사자적격이 있는지 문제가 되는데 개발로 인해 침해되는 이익이 있는지 여부가 논란이 되었다. 이 논쟁은 “나무도 당사자적격을 가져야 하는가”와 시에라 클럽이 과연 그런 나무들의 권리를 대신해서 주장할 수 있는가 라는 논쟁으로 확대되었다.

## 판시내용
연방대법원은 시에라 클럽의 단체 당사자적격성을 부정하였으나 개별 회원들의 당사자적격성은 인정하였다. 따라서 시에라 클럽은 개별 회원들을 대신해서 소송을 할 수 있다.

### 더글라스 대법관의 반대 의견
더글라스 대법관은 자연의 권리를 인정하는 목소리에 지지를 보내며 다음과 같이 밝혔다.
“만일 우리가 환경에 관한 문제에 대해... 불도저 등으로 인해 파괴되고 손상되며 침해를 당한 자연물의 이름으로 연방법원에 소송이 제기되는 것을 허용하는 연방법률을 만든다면 당사자적격이라는 중요한 문제는 단순화되고 명확해질 것이다. ....자연의 생태적 균형을 보호하고자 하는 현시대의 대중적인 관심은 자연물로 하여금 그들 스스로의 보호를 위해 소송을 제기할 수 있도록 이들에게 당사자적 자격을 인정하는 방향으로 이어져야 한다. 따라서 이 소송은 미네랄 킹 대 머튼 사건이라고 하는 것이 더 적당할 것이다"

## 참고 문헌
- 법정에 선 나무들과 바다표범, 토끼, 그리고 도롱뇽